# Kostel svatého Václava (Předín)
Kostel svatého Václava je farní kostel římskokatolické farnosti Předín. Kostel se nachází v Předíně v centru obce na návsi. Kostel je klasicistvní stavbou z roku 1849, kdy byl přestavěn ze staršího zbořeného kostela. Jeho součástí je pravoúhlé kněžiště a původní středověká pozdně románská věž, která se z původního kostela dochovala. V kostele je hlavní oltář, jež je zasvěcen svatému Václavovi. Kostel je chráněn jako kulturní památka České republiky.

## Historie
Kostel byl postaven na základech zbořeného původního kostela, v dnešní klasicistní podobě byl postaven v roce 1849. Původní kostel byl postaven havíři z místních dolů na stříbro, jeho součástí byla věž, která se zachovala i přes zboření kostela. Kostel se v obci nacházel asi již v roce 1366. Po bitvě na Bílé hoře byl kostel prázdný a Předín spadal pod farnost v Heralticích. V roce 1785 byla v Předíně zřízena lokálie a v roce 1859 byla zřízena farnost. Součástí věže je zvon z roku 1597.